# Шульгай Аркадій Гаврилович
Аркадій Гаврилович Шульгай (нар. 19 березня 1965, с. Гнидава Збаразького району Тернопільської області, Україна) — український вчений у галузі соціальної медицини, доктор медичних наук (2007), професор (2007), проректор з науково-педагогічної роботи Тернопільського національного медичного університету імені І. Я. Горбачевського.

## Життєпис
Закінчив з відзнакою Кременецьке медичне училище (1984). Після закінчення училища працював завідувачем ФАП с. Біла Тернопільського району Тернопільської області. У 1984—1986 роках проходив строкову службу в армії. Закінчив з відзнакою Тернопільський медичний інститут (нині університет) за спеціальністю «Лікувальна справа» (1992).
Від 1992 року — в Тернопільському медичному університеті: аспірант кафедри оперативної хірургії і топографічної анатомії (1992—1993), асистент (1993—1997), доцент (1997—2003) цієї ж кафедри; голова профкому університету (1995—2008); завідувач кафедри соціальної медицини, організації та економіки охорони здоров'я (2003—2014), професор цієї ж кафедри від 2014; декан факультету післядипломної освіти (2006—2007); декан медичного факультету (2007—2014).
Від 2003 року — професор кафедри соціальної медицини, організації та економіки охорони здоров'я з медичною статистикою (нині — кафедра громадського здоров'я та управління охороною здоров'я), проректор з науково-педагогічної роботи ТНМУ.
Виконувач обов'язків ректора Тернопільського державного медичного університету імені І. Я. Горбачевського (жовтень 2014 — лютий 2015; березень—серпень 2020).
Дружина Олександра Михайлівна — доцент кафедри дитячих хвороб з дитячою хірургією.

## Наукова діяльність
У 1995 році захистив кандидатську дисертацію, а у 2007 році докторську дисертацію (спеціальність 14.01.03 — нормальна анатомія).
Вчене звання доцента присвоєно в 1999 році, професора — у 2007 році.
Член Вченої ради ТДМУ, член науково-методичної ради МОЗ України.
Наукові інтереси: організаційно-методичне забезпечення лікарів загальної практики сімейної медицини, експериментальна хірургія, вивчення патогенезу ентеральної недостатності при захворюваннях печінки та жовчних шляхів.
Розробник більше десяти нормативно-правових актів МОЗ України.
Автор 245 наукових праць, 23 патентів на винаходи, 2 навчальних підручників, 2 навчальних посібників, 3 монографій. Підготував двох докторів і п'ятьох кандидатів медичних наук.
Член редакційних колегій 2 закордонних і 5 вітчизняних наукових журналів.

## Основні праці
- Terenda N.O., Shulhai A.H., Petrashyk Yu.M., Lytvynova O.N., Panchyshyn N.Y., Slobodian N.O., Lishtaba L.V., Smirnova V.L., Zaporozhan L.P. Impact of certain public health factors on the duration of inpatient treatment of MI patients. Wiadomości Lekarskie., 2020. Vol. 5. Р. 850—856.
- Теренда Н. О., Шульгай А. Г., Слободян Н. О., Романюк Л. М. Мультисекторальний підхід у наданні медичної допомоги хворим на інфаркт міокарда як важлива складова громадського здоров'я. Вісник соціальної гігієни та організації охорони здоров'я України, 2019. № 3. С. 30-37.
- Saturska H., Shulhai А., Levchuk R., Potikha N., Usynskyi R. Medical and social issues of cardiovascular diseases and their solution based on the experimental study of myocardial fibrosis. Wiadomosci Lekarskie, 2019. Vol. 72, № 1. P. 35-39.
- Пискливець Т. І., Шульгай А. Г., Левчук Р. Д., Сатурська Г. С. Муніципальне замовлення як механізм реформування охорони здоров'я міста Тернополя за умов децентралізації. Вісник соціальної гігієни та організації охорони здоров'я України, 2019. № 1 (79). С. 55-61.
- Шульгай А. Г., Татарчук Л. В., Гнатюк М. С. Кількісна морфологічна оцінка особливостей ремоделювання м'язової оболонки порожньої кишки при видаленні різних об'ємів паренхіми печінки. Здобутки клінічної та експериментальної медицини, 2018. № 4(36). С. 143—148.
- Шульгай А. Г., Татарчук Л. В., Гнатюк М. С. Особливості ремоделювання підслизових залоз дванадцятипалої кишки в умовах пострезекційної портальної гіпертензії. Вісник наукових досліджень, 2018. № 4. С. 180—183.
- Шульгай А. Г., Татарчук Л. В., Гнатюк М. С. Стан слизової оболонки клубової кишки при резекціях різних об'ємів печінки. Вісник наукових досліджень, 2018. № 3. С. 138—141.
- Гнатюк М. С., Шульгай А. Г., Татарчук Л. В. Ендогенна інтоксикація організму піддослідних тварин при ураженні порожної кишки за умов пост резекційної портальної гіпертензії. Медична та клінічна хімія, 2018. № 3 (76). Том 20. С.21-26.
- Шульгай А. Г., Гнатюк М. С., Татарчук Л. В. Морфометрична характеристика структурної перебудови м'язової оболонки дванадцятипалої кишки при пострезекційній портальній гіпертензії. Шпитальна хірургія. Журнал імені Л. Я. Ковальчука, 2018. № 3 (83). С.57-62.
- Гнатюк М. С., Шульгай А. Г., Татарчук Л. В. Особливості порушень цитокінового профілю при пошкодженні клубової кишки за умов пост резекційної портальної гіпертензії. Медична та клінічна хімія, 2018. № 2.Том 20. С.21-26.
- Корда М. М., Гудима А. А., Шульгай А. Г., Запорожан С. Й. Філософія симуляційного навчання в медицині. Медична освіта, 2018. № 2. С. 41-46.
- Шульгай А. Г., Татарчук Л. В., Гнатюк М. С. Морфометричний аналіз особливостей ремоделювання структур клубової кишки при резекціях різних об'ємів паренхіми печінки. Шпитальна хірургія. Журнал імені Л. Я. Ковальчука, 2018. № 1(81). С.35-39.

## Нагороди
Нагороджений почесними грамотами Кабінету Міністрів України та МОЗ України, подякою МОЗ України, грамотами Тернопільської обласної державної адміністрації та обласної ради.